# Opętanie (film 1981)
Opętanie (ang. Possession) – francusko-niemiecki horror filmowy z 1981 roku w reżyserii Andrzeja Żuławskiego. Jego tematem jest zdrada małżeńska i związany z nią rozpad osobowości, ukazany jako tytułowe opętanie i wejście w świat sennego koszmaru. Zdjęcia do filmu powstały w Berlinie Zachodnim. Główne role zagrali Sam Neill i Isabelle Adjani.

## Fabuła
Mark wraca po dłuższej nieobecności z misji szpiegowskiej do swego mieszkania w Berlinie Zachodnim, gdzie zastaje dom pogrążony w chaosie. Kilkuletni synek jest zaniedbany, żona Anna – roztargniona i rozdrażniona. Anna wyznaje mężowi, że ma kochanka, karatekę Heinricha, i nie zamierza zrywać nowego związku. Mimo to jednak Mark odkrywa, że Anna wcale nie spędza czasu z Heinrichem. Mark wynajmuje prywatnego detektywa, który odkrywa, że Anna utrzymuje intymne relacje z ohydnym monstrum, ni człowiekiem, ni zwierzęciem, które żywi się ciałami ofiar. Kobieta zabija detektywa, a potem następnego, który wyruszył na poszukiwanie swego poprzednika. Do mieszkania trafia wkrótce również Heinrich. Zostaje zraniony przez Annę, ale udaje mu się uciec. O swym odkryciu Heinrich powiadamia Marka.

## Obsada
- Isabelle Adjani – Anna/Helena (podwójna rola)
- Sam Neill – Mark
- Heinz Bennent – Heinrich
- Margit Carstensen – Margit Gluckmeister
- Carl Duering – detektyw

## Odbiór
Opętanie było przeważnie pozytywnie przyjmowane przez anglojęzycznych krytyków. Tom Huddleston z pisma „Time Out” pisał, iż Opętanie to „być może jedyny film, który sam w sobie jest szalony: nieprzewidywalny, przerażający […]. Drastyczny, ale konieczny do obejrzenia”. Budd Wilkins w recenzji dla „Slant” dowodził, że Żuławski „wplata w tę eklektyczną hybrydyzację niezwykle osobistą narrację, odzwierciedlającą jego własne niedawne rozstanie z aktorką Małgorzatą Braunek”. Wilkins chwalił sposób, w jaki reżyser kierował Isabelle Adjani; „Wielu reżyserów w pełni wykorzystało egzotyczną, eteryczną francuską urodę Adjani, ale dopiero Żuławski dostrzegł w niej coś niepokojącego”. „Variety” pisało, iż „masa symboli i nieokiełznana, błyskotliwa reżyseria łączą tę różnorodną opowieść w film, który mógłby zyskać miano kultowego dzięki wielu poziomom symboliki i eksploatacji”. Bardzo krytyczny wobec filmu Żuławskiego był Vincent Canby z „The New York Timesa”, pisząc o Adjani: „Nie jestem pewna, czy panna Adjani zasłużyła na swoją canneńską nagrodę za aktorstwo, ale zasłużyła za coś, może za żonglerkę”. Opętanie Canby opisywał jako „film, który zawiera pewną ilość niestosownego gore i nie ma żadnego sensu”.

### Dystrybucja w Polsce
W okresie komunizmu, film był objęty cenzurą i wyświetlano go jedynie na prywatnych pokazach filmowych. Opętanie było określane przez widzów jako jeden z najbardziej wyczekiwanych filmów do wyświetlenia na polskich ekranach, obok innych zakazanych tytułów jak Mechaniczna pomarańcza Kubricka, Diabły Russell czy większość filmów Pasoliniego. Po upadku komunizmu, film był wyświetlany m.in. na niektórych kanałach krajowej telewizji, w kinach studyjnych oraz wydany na fizycznych nośnikach. 17 listopada 2023 roku film odnowiła w jakości 4K i udostępniła na ekrany polskich kin firma Reset, dla której był to debiut w roli dystrybutora.

## Nagrody i wyróżnienia
| Film | Instytucja                                               | Nagroda                        | Odbiorca         |
| ---- | -------------------------------------------------------- | ------------------------------ | ---------------- |
| 1981 | Międzynarodowy Festiwal Filmów Fantastycznych w Trieście | Złoty Asteroid                 | Andrzej Żuławski |
| 1981 | MFF w Cannes                                             | Nagroda dla najlepszej aktorki | Isabelle Adjani  |
| 1981 | MFF w São Paulo                                          | Nagroda krytyków               | Andrzej Żuławski |
| 1982 | Francuska Akademia Filmowa                               | Cezar dla najlepszej aktorki   | Isabelle Adjani  |
| 1983 | Festiwal Filmowy Fantasporto                             | Nagroda za rolę kobiecą        | Isabelle Adjani  |